# Falkirk Stadium
Falkirk Stadium är en fotbollsarena i Falkirk, Skottland. Arenan, som invigdes i juli 2003, är hemmaplan för Falkirk FC och har en kapacitet på 8 750 åskådare.